# Dutch van der Linde
Dutch van der Linde (1854-1911) és un personatge fictici de la saga de videojocs Red Dead Redemption, com un dels antagonistes a la primera edició del joc i com un dels principals personatges a Red Dead Redemption 2. Va ser el líder de la seva pròpia banda de bandolers a finals del segle XIX.

## Biografia

### Orígens
En Dutch va néixer l'any 1854. El seu pare va lluitar a la Guerra Civil Americana on va morir. Això explica que desenvolupés un sentiment de rebuig cap als confederats. Va marxar de casa amb 15 anys a arrel d'una mala relació amb la seva mare. De fet, va assabentar-se'n de la seva mort mesos més tard.
Valorava la llibertat i somiava en viure de manera independent a les lleis i a la societat, construint un pensament propi i rebutjant la civilització moderna. Això va donar pas a que comencés la seva carrera criminal. Això el va portar a constituir una banda amb el seu amic Colm O'Driscoll. La banda no va funcionar com esperava i van acabar generant una forta enemistat amb en Colm. En Dutch va assassinar al seu germà i en Colm a la seva amanat, l'Annabelle.

### Història de la Banda
L'any 1878, en Dutch va conèixer a en Hosea Matthews intentant robar-se mútuament. Ràpidament es van fer amics i van formar una dinàmica parella de joves lladres, estafadors i manipuladors. Van estar molts anys funcionant com una parella de lladres, però mica en mica anirien reclutant nous membres.
Va ser així com es va formar la banda d'en Dutch van der Linde. Ell feia de líder, mentre en Hosea actuava com la seva mà dreta. Van començar reclutant a l'Arthur Morgan, en John Marston, en Bill Williamson i en Javier Escuella. També va començar una relació amb la Susan Grimshaw, que tot i acabar va seguir formant part de la banda degut al seu caràcter fort i decidit.
La banda d'en Dutch va arribar a robar més de 40 bancs i donaven els part dels beneficis a les persones menys afavorides. Així va ser com la banda es va constituir com una organització amb uns ideals i una corrent de pensament que va rebre part del recolzament de la població nord-americana. En Dutch havia aconseguit romantitzar la seva imatge com la d'un líder espiritual que lluitava contra l'opressió del govern.
Així és com la banda va anar creixent, acullint altres membres com l'Uncle o l'Abigail Roberts, qui més tard començaria una relació amorosa amb en John Marston, els quals tindrien un descendent, en Jack Marston (1895-). En algun moment es van anar incorporant més membres: Lenny Summers, Karen Jones, Simone Pearson, Orville Swanson, Sean MacGuire, Leopold Strauss, Tilly Jackson, Molly O'Shea, Mary-Beth Gaskill, Joshia Trelawny, Charles Smith, Micah Bell, Kieran Duffy, Sadie Adler i els germans Davey i Mac Callender.
El final de la banda comença amb l'atracament fallit d'un ferry a Blackwater. La banda es veu obligada a fugir deixant enrere tots els seus diners. La decadència de la banda va de la mà amb la d'en Dutch, que comença a perdre els papers. Això fa que la banda comenci a dubtar del seu líder. Després de viatjar per tot el país amb la seva banda intentant reunir diners per fugir, tot acaba explotant i la banda es dissol l'any 1899. Aquí en Dutch comença una nova vida.

### Soci d'en Micah Bell
Després que la banda fou dissolta, en Dutch va començar una nova vida criminal amb en Micah Bell, el qual sempre es va mantenir al seu costat. Els dos van aconseguir recuperar els diners del ferry de Blackwater i van instaurar-se a una cabanya al mont Hagen. L'Arthur o en John afirmen que en Micah no era més que un manipulador i que des que va entrar a la banda tot va començar a anar malament. En Micah també va ser el culpable de la mort de l'Arthur Morgan, així que en John Marston, en Charles Smith i la Sadie Adler van a buscar venjança.
L'any 1907, quan els tres ex-membres es presenten al refugi d'en Micah al mont Hagen, descobreixen que en Dutch és el seu soci. Després d'un dol a la mexicana, en Dutch acaba disparant a en Micah provocant la seva mort. Després marxa del refugi deixant que en John, la Sadie i en Charles es quedin amb els antics diners de la banda.

### Nova Banda d'en Dutch
Després de la mort d'en Micah l'any 1907, no es sap res d'en Dutch fins a l'any 1911. Però en Dutch torna a liderar una banda i és descobert per l'agent Pinkerton Edgar Ross, el qual fa un xantatge a en John Marston per assassinar a en Dutch van der Linde. Després de les pressions d'en Marston i l'exèrcit americà, la nova banda d'en Dutch acaba arraconada a Great Plains. Tot finalitza amb un dol final entre en Dutch van der Linde i en John Marston.
Després d'una persecussió entre les coves, en Dutch acaba arraconat entre en John i un gran precipici. Allà en Dutch se'n adona que el temps dels bandolers ha passat i que ja no té sentit seguir lluitant pels seus ideals, la civilització ha aconseguit guanyar la guerra. Tot i així, ell no vol entregar-se a les autoritats i prefereix llançar-se pel precipici. Les seves últimes paraules van ser: ''El nostre tems ja ha passat''. Així va morir en Dutch van der Linde l'any 1911.

## Personalitat
En Dutch és un proscrit que romantitza els seus delictes mitjançant uns ideals. Somia amb una societat diferent, desvinculada a les lleis i a la civilització, grups nòmades i autosuficients que lluiten pels seus ideals. Per això no suporta veure com la societat del Vell Oest es va acabant mica en mica.
Com a líder, no creu en cap forma de poder ni opressió governamental, però si que oposa un règim autoritari a la seva banda. Manipula als membres creant un sentiment quasi familiar o sectari, promovent uns ideals i una fe que es van desmuntant amb el pas del temps. Durant molt temps, els membres de la banda són tan lleials a ell que no s'atreveixen a contradir-lo, per això quan ho comencen a fer s'ho pren com una ofensa. Això ens ajuda a determinar que en Dutch, en el fons, és un narcissista, autoritari.
També li agrada remarcar que és superior a la resta de membres de la banda. Això ho fa mitjançant la vestimenta i el comportament. Tot i ser un bandoler, vesteix com un home elegant i es comporta diferent a la resta de membres de la banda. En Dutch llegeix i escolta música, fet que fa que se'l consideri com un home culte.